# РП-1

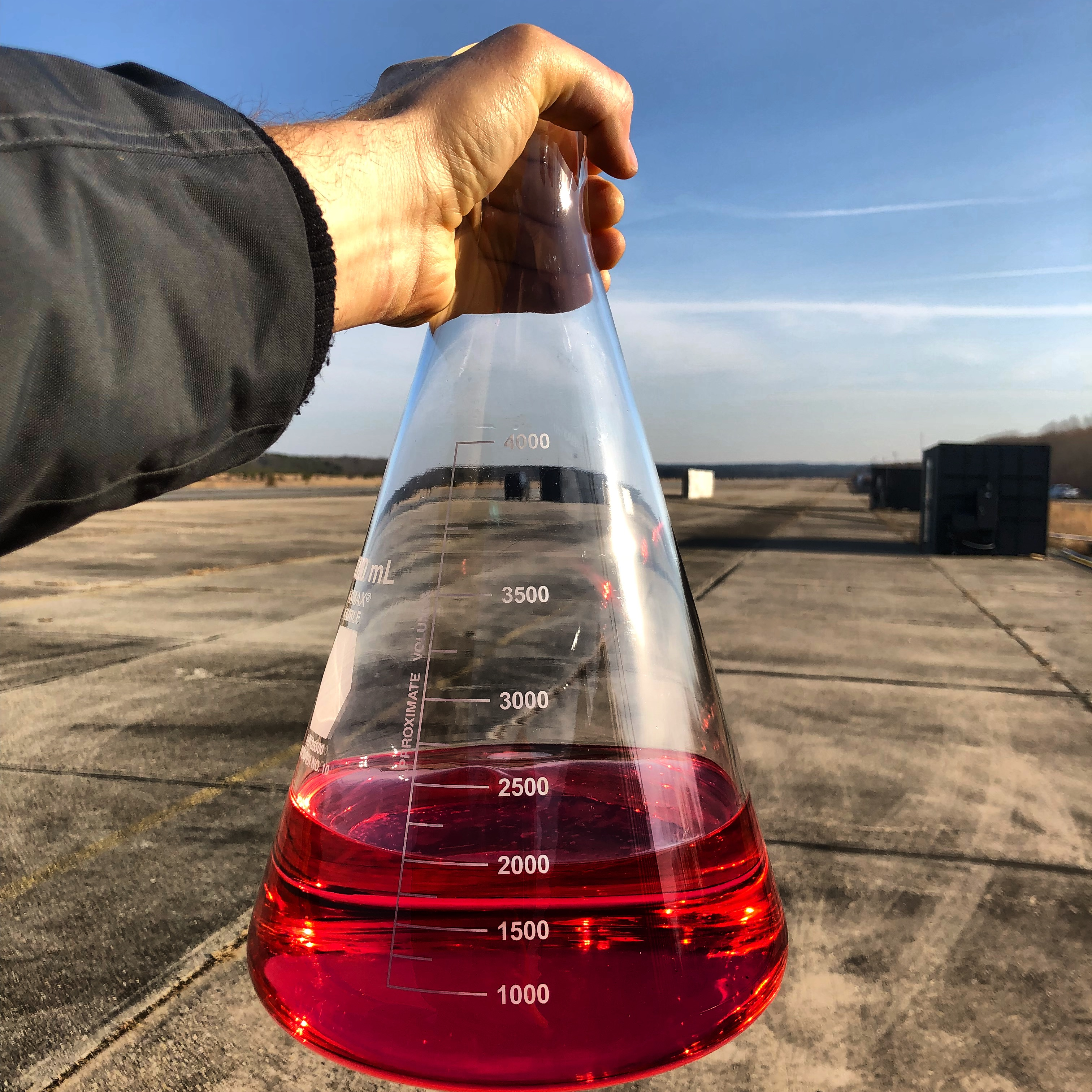
Близько двох літрів РП-1

РП-1 (англ. RP-1) (або Rocket Propellant-1 або Refined Petroleum-1) — високоочищена форма гасу, зовні схожа на реактивне паливо, яке використовується як ракетне паливо. РП-1 забезпечує нижчий питомий імпульс, ніж рідкий водень (LH2), але дешевший, стабільний при кімнатній температурі та представляє меншу небезпеку вибуху. РП-1 набагато щільніший за LH2, що забезпечує йому вищу щільність енергії (хоча його питома енергія нижча). РП-1 також має частку токсичності та канцерогенної небезпеки гідразину, іншого рідкого палива кімнатної температури.

## Використання та історія

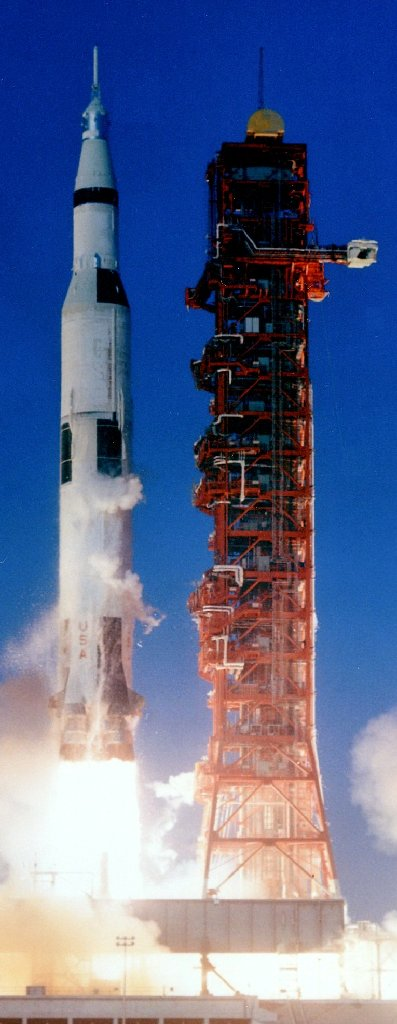
Аполлон-8, Сатурн V з 810 700 літрами РП-1 і 1 311 100 літрами LOX на першому ступені S-IC

РП-1 є паливом у прискорювачах першого ступеня ракет « Електрон », « Союз », «Зеніт», « Дельта I-III », « Atlas », « Falcon », « Antares » і « Tronador II ». Він також живив перші ступені Energia, Titan I, Saturn I та IB і Saturn V. Індійська організація космічних досліджень (ISRO) також розробляє двигун РП-1 для своїх майбутніх ракет. 

### Розвиток
Під час і одразу після Другої світової війни спирти (головним чином етанол, іноді метанол ) зазвичай використовувалися як паливо для великих ракет на рідкому паливі . Їх висока теплота випаровування не давала двигунам з регенеративним охолодженням плавитися, особливо враховуючи, що спирти зазвичай містять кілька відсотків води. Однак було визнано, що вуглеводневе паливо підвищить ефективність двигуна через дещо вищу щільність, відсутність атома кисню в молекулі палива та незначний вміст води. Незалежно від того, який вуглеводень був обраний, він також повинен був замінити спирт як теплоносій.
У багатьох ранніх ракетах використовувався гас, але зі збільшенням часу горіння, ефективності згоряння та тиску в камері згоряння маса двигуна зменшувалася, що призводило до некерованої температури двигуна. Сирий гас, який використовується як охолоджувач, має тенденцію до дисоціації та полімеризації . Легкі продукти у вигляді бульбашок газу викликають кавітацію, а важкі у вигляді воскових відкладень блокують вузькі канали охолодження двигуна. Відсутність охолоджуючої рідини, що виникає в результаті, ще більше підвищує температуру та спричиняє більшу полімеризацію, що прискорює поломку. Цикл швидко зростає (тобто термічний витік ), доки не станеться розрив стінки двигуна або інша механічна несправність, і він продовжується, навіть якщо весь потік охолоджуючої рідини складається з гасу. У середині 1950-х років конструктори ракет звернулися до хіміків, щоб розробити термостійкий вуглеводень, у результаті чого вийшов РП-1.
Протягом 1950-х років рідкий кисень (LOX) став найкращим окислювачем для використання з РП-1 , хоча використовувалися й інші окислювачі.

## Частки та формулювання
По-перше, сірка та сірчані сполуки руйнують метали при високих температурах, і навіть дуже невеликі кількості сірки сприяють полімеризації . Таким чином, сірка та сірчані сполуки зведені до мінімуму .
Алкени, алкіни та ароматичні речовини також утримуються на низьких рівнях, оскільки вони схильні до полімеризації при високих температурах і тривалих періодах зберігання. У той час вважалося, що ракети на керосиновому паливі можуть залишатися на складах роками в очікуванні активації. Пізніше ця функція була передана твердопаливним ракетам, хоча високотемпературні переваги насичених вуглеводнів залишилися. Через низький рівень алкенів і ароматичних сполук РП-1 менш токсичний, ніж різні види реактивного та дизельного палива, і набагато менш токсичний, ніж бензин.
Більш бажані ізомери були обрані або синтезовані, причому кількість лінійних алканів була зменшена на користь більшої кількості циклічних і сильно розгалужених алканів. Подібно до того, як циклічні та розгалужені молекули покращують октанове число в бензині, вони також значно підвищують термічну стабільність за високих температур. Найбільш бажаними ізомерами є поліциклічні, такі як ладдерани .
Навпаки, основні застосування гасу (авіація, опалення та освітлення) набагато менше пов’язані з термічним розпадом і тому не вимагають суворої оптимізації його ізомерів, хоча сірка та сірчані сполуки все ще зведені до мінімуму.
На виробництві ці сорти проходять щільну обробку для видалення домішок і побічних фракцій. Побоювалися, що попіл може заблокувати паливопроводи та канали двигуна, а також зношувати клапани та підшипники турбонасосів, оскільки вони змащуються паливом. Трохи надто важкі або надто легкі фракції впливають на змащувальні здібності та можуть розділятися під час зберігання та під навантаженням. Решта вуглеводнів мають масу C 12 або близько до неї. Через відсутність легких вуглеводнів РП-1 має високу температуру спалаху і менш пожежонебезпечний, ніж бензин.
Загалом, кінцевий продукт набагато дорожчий, ніж звичайний гас. Хоча будь-яка нафта може виробляти РП-1 з достатньою обробкою, реальний ракетний гас отримують з невеликої кількості нафтових родовищ із високоякісною базовою сировиною або його можна штучно синтезувати . Це, у поєднанні з відносно невеликим попитом на ринковій ніші порівняно з іншими споживачами нафти, сприяє високій ціні РП-1. Військові характеристики РП-1 описані в MIL-R-25576,  а хімічні та фізичні властивості РП-1 описані в NISTIR 6646. 
У Росії та інших країнах колишнього Радянського Союзу двома основними складами ракетного гасу є Т-1 і РГ-1. Щільність трохи вища, 0,82-0,85 г/мл порівняно з РП-1 на 0,81 г/мл. Протягом короткого періоду Радянський Союз досяг ще більшої щільності шляхом суперохолодження гасу в паливних баках ракети, але це частково перекреслило мету використання гасу замість іншого суперохолодженого палива. У випадку з « Союзом » і Р-7 поразка температури була незначною. Уже були встановлені засоби для управління кріогенним рідким киснем і рідким азотом автомобіля, обидва з яких набагато холодніші за гас. Центральний бак з гасом пускової установки оточений з чотирьох сторін і зверху баками з рідким киснем; резервуар з рідким азотом знаходиться поруч внизу. Гасові баки чотирьох прискорювачів відносно невеликі та компактні, а також знаходяться між баками рідкого кисню та рідкого азоту. Таким чином, коли гас був охолоджений спочатку, він міг залишатися таким протягом короткого часу, необхідного для завершення підготовки до запуску. Остання версія Falcon 9, Falcon 9 Full Thrust, також має можливість переохолодження палива РП-1 до -7 °C, що забезпечує збільшення щільності на 2,5–4%.

## Порівняння з іншими видами палива
| LOX/гас                             | LOX/гас   |
| ----------------------------------- | --------- |
| Isp на рівні моря                   | 220–265 с |
| Isp у вакуумі                       | 292–309 с |
| Співвідношення окислювача до палива | 2.56      |
| Щільність (г/мл)                    | 0,81–1,02 |
| Коефіцієнт теплоємності             | 1.24      |
| Температура горіння                 | 3670 тис  |

Хімічно вуглеводневе паливо є менш ефективним, ніж водневе паливо, оскільки водень вивільняє більше енергії на одиницю маси під час згоряння, що забезпечує вищу швидкість вихлопу. Частково це є результатом великої маси атомів вуглецю відносно атомів водню. Вуглеводневі двигуни також зазвичай працюють на збагаченому паливом, що виробляє деяку кількість CO замість CO 2 внаслідок неповного згоряння, хоча це не є унікальним для вуглеводневих двигунів, оскільки водневі двигуни також зазвичай працюють на збагаченому паливом для найкращої загальної продуктивності. Деякі російські двигуни працюють з турбонасосними камерами попереднього згоряння, збагаченими киснем, але основна камера згоряння все ще працює збагаченою паливом. Загалом, гасові двигуни генерують Isp в діапазоні від 270 до 360 секунд, тоді як водневі двигуни досягають від 370 до 465 секунд.
Під час зупинки двигуна витрата палива швидко зникає, поки двигун ще досить гарячий. Залишки палива можуть полімеризуватися або навіть карбонізуватися в гарячих точках або в гарячих компонентах. Навіть без гарячих точок важке паливо може утворювати нафтовий осад, як це можна побачити в бензинових, дизельних або реактивних паливних баках, які експлуатуються роками. Ракетні двигуни мають тривалість циклу, що вимірюється в хвилинах або навіть секундах, запобігаючи справді важким відкладенням. Однак ракети набагато чутливіші до відкладень, як описано вище. Таким чином, гасові системи, як правило, вимагають більшого демонтажу та капітального ремонту, створюючи операції та витрати на оплату праці. Це проблема як для двигунів одноразового використання, так і для двигунів багаторазового використання, тому що перед запуском двигуни необхідно кілька разів запустити з землі. Навіть випробування холодною течією, під час яких пропеленти не запалюють, можуть залишати залишки.
З іншого боку, нижче тиску в камері приблизно 1 000 psi (7 МПа), гас може утворювати нагар на внутрішній стороні сопла та вкладиша камери. Це діє як значний ізоляційний шар і може зменшити потік тепла в стіну приблизно в два рази. Більшість сучасних вуглеводневих двигунів, однак, працюють вище цього тиску, тому це не є суттєвим ефектом для більшості двигунів.
Останні двигуни, що працюють на важких вуглеводнях, мають модифіковані компоненти та нові робочі цикли, намагаючись краще керувати залишками палива, досягти більш поступового охолодження або обох. Це все ще залишає проблему недисоційованого залишку нафти. Інші нові двигуни намагалися повністю обійти цю проблему, перейшовши на легкі вуглеводні, такі як метан або пропан . Обидва є леткими, тому залишки двигуна просто випаровуються. Якщо необхідно, розчинники або інші очисні засоби можна пропустити через двигун для завершення дисперсії. Коротколанцюговий вуглецевий ланцюг пропану (a C 3 молекулу) дуже важко розбити; метан з одним атомом вуглецю (C 1 ) технічно взагалі не є ланцюгом. Продукти розпаду обох молекул також є газами, з меншими проблемами через розділення фаз і набагато меншою ймовірністю полімеризації та осадження. Однак метан (і, меншою мірою, пропан) знову створює незручності в експлуатації, які спонукали до появи гасу.
Низький тиск парів гасу забезпечує безпеку для наземних команд. Однак під час польоту гасовий бак потребує окремої системи наддуву, щоб замінити об’єм палива під час його витікання. Як правило, це окремий резервуар з рідиною або інертним газом під високим тиском, таким як азот або гелій . Це створює додаткові витрати та вагу. Кріогенні або летючі палива зазвичай не потребують окремого тиску; натомість деяка кількість палива розширюється (часто за допомогою тепла двигуна) у газ низької щільності та направляється назад у резервуар. Декільком конструкціям високолеткого палива навіть не потрібна газова петля; частина рідини автоматично випаровується, щоб заповнити власний контейнер. Деякі ракети використовують газ від газогенератора для створення тиску в паливному баку; зазвичай це вихлопні гази турбонасоса . Незважаючи на те, що це економить вагу окремої газової системи, контур тепер повинен обробляти гарячий реактивний газ замість холодного інертного.
Незважаючи на хімічні обмеження, РП-1 має обмеження щодо постачання через дуже малий розмір промисловості ракет-носіїв порівняно з іншими споживачами нафти. Хоча матеріальна ціна такого високоочищеного вуглеводню все ще нижча, ніж у багатьох інших ракетних палив, кількість постачальників РП-1 обмежена. Кілька двигунів намагалися використовувати більш стандартні, широко поширені нафтопродукти, такі як авіаційне паливо або навіть дизельне паливо (наприклад, двигун E2 ABL Space Systems може працювати як на РП-1, так і на Jet-A). Використовуючи альтернативні або додаткові методи охолодження двигуна, деякі двигуни можуть терпіти неоптимальні склади.
Будь-яке вуглеводневе паливо під час спалювання забруднює повітря більше, ніж водень. Спалювання вуглеводнів утворює викиди вуглекислого газу (CO 2 ), оксиду вуглецю (CO) і вуглеводнів (HC), тоді як водень (H 2 ) реагує з киснем (O 2 ), утворюючи лише воду (H 2 O) з деякою кількістю непрореагованого H 2 також випущено. Як паливо на основі вуглеводнів, так і водневе паливо створюватимуть забруднювачі оксиди азоту (NO x ), оскільки температура вихлопу ракети вище 1600°C (2900°F) призведе до термічного з’єднання частини азоту (N 2 ) і кисню (O 2 ). присутні в атмосфері, створюючи оксиди азоту.

## РП-1-подібні палива
Перші ракети Роберта Х. Годдарда використовували бензин.
Поки специфікація РП-1 розроблялася, Rocketdyne експериментувала з діетилциклогексаном . Незважаючи на те, що він перевершує РП-1, він ніколи не був прийнятий до використання – його формулювання не було завершено до розробки Atlas і Titan I (розроблених навколо РП-1), що призвело до того, що РП-1 став стандартним вуглеводневим ракетним паливом. 
Радянські рецептури розглянуті вище. Крім того, Радянський Союз коротко використовував синтин ( рос. синтин  ), високоенергетичний склад, який використовується на верхніх етапах . Синтин - це 1-метил-1,2-дициклопропілциклопропан ( C
10H
16</br> C
10H
16</br> C
10H
16 ). Росія також працює над переведенням " Союз-2" з РП-1 на "нафтил"  або "нафтил".  
Після стандарту РП-1 був розроблений РП-2. Основною відмінністю є ще менший вміст сірки. Однак, оскільки більшість користувачів приймають РП-1, було мало стимулів виробляти та зберігати другу, ще більш рідкісну та дорожчу формулу.
Група OTRAG запустила тестові автомобілі з більш поширеними сумішами. Принаймні в одному випадку ракета приводилася в рух за допомогою дизельного палива . Однак жодна ракета OTRAG навіть не наблизилася до орбіти. 